# Amoureuse (album)
Pour les articles homonymes, voir Amoureuse.
Albums de Véronique Sanson
De l'autre côté de mon rêve
(1972)
Singles
1. Amoureuse
Sortie : mars 1972
2. Besoin de personne
Sortie : mai 1972

Amoureuse, paru initialement sous le titre Véronique Sanson, est le premier album studio de la chanteuse Véronique Sanson, sorti le 20 mars 1972. 
Cet album a été certifié double disque d'or pour plus de 200 000 exemplaires vendus en France. Amoureuse est classé 72e dans la liste des 100 meilleurs albums français de tous les temps publiée par le magazine Les Inrockuptibles.

## Contexte et sortie
Initialement publié en 33 tours et en cassette le 20 mars 1972 sous le titre Véronique Sanson, il a été édité pour la première fois en CD en 1989. Diverses versions ont été publiées pour les marchés étrangers, avec des variations de pochette. Sur les albums destinés aux marchés anglais et américain, quatre titres figuraient dans leur adaptation anglophone. Des versions allemandes et espagnoles des chansons Amoureuse et Besoin de personne ont également été publiées en 45 tours.
Parmi les maquettes préparatoires à l'album, publiées plus tard dans le coffret intégrale Et voilà ! (2008) ou sur l'édition du 40e anniversaire de l'album (2012), plusieurs titres qui ne figurent pas sur l'album, et ont été enregistrés par la suite (Panne de cœur, Clapotis de soleil, La nuit se fait attendre), ou sont demeurés inédits (l'instrumental Passé composé).
En 2012, pour célébrer le 40e anniversaire de l'album, une édition enrichie a été publiée, comprenant, outre l'album original, diverses maquettes préparatoires, ainsi que les adaptations par Véronique en langues étrangères, et une nouvelle version de la chanson Amoureuse enregistrée en 2012 en duo avec Fanny Ardant. Ce CD était couplé avec le DVD Le Cirque royal (2011). Toujours pour célébrer cet anniversaire, la chanteuse Jeanne Cherhal a joué l'intégralité de l'album Amoureuse en concert, dans l'ordre du disque et dans une version très fidèle à l'enregistrement original, accompagnée par Sébastien Hoog (guitare), Laurent Saligault (basse) et Éric Pifeteau (batterie), d'abord le 21 mars 2012 (soit 40 ans et un jour après la sortie de l'original) au 104, à Paris (2 séances), puis le 13 juillet aux Francofolies de la Rochelle,.

## Singles
Les prochaines chansons ont été extraites en single :
France
- Amoureuse / Mariavah - 1972 ;
- Besoin de personne / Vert vert vert - 1972 ;

Autres pays
- Mariavah / L'Irréparable - 1972, Japon ;
- Amoureuse / Needed Nobody / Green Green Green - 1972 UK, versions anglaises de Amoureuse, Besoin de personne, Vert vert vert ;
- Besoin de personne / Needed Nobody - 1973, Japon ;
- Amoureuse / Regen am Morgen - 1973 Allemagne, versions allemandes de Amoureuse, Besoin de personne ;
- Enamorada / Necessidad de nadie - 1973 Espagne, versions espagnoles de Amoureuse, Besoin de personne.

## Titres
| 1. | Amoureuse                                                     | 3:42 |
| 2. | Tout est cassé tout est mort                                  | 2:48 |
| 3. | L'Irréparable                                                 | 2:09 |
| 4. | Louis                                                         | 2:01 |
| 5. | Mariavah                                                      | 3:36 |
| 6. | Pour les Michel (pas de paroles, V.Sanson chantonne au piano) | 1:05 |

| 7.  | Pour qui             | 2:35 |
| 8.  | Vert vert vert       | 1:55 |
| 9.  | Besoin de personne   | 2:46 |
| 10. | Bahia                | 2:10 |
| 11. | C'est le moment      | 2:23 |
| 12. | Dis-lui (de revenir) | 0:58 |

| 1.  | Amoureuse                                                         | 3:42 |
| 2.  | Tout est cassé, tout est mort                                     | 2:48 |
| 3.  | L'irréparable                                                     | 2:09 |
| 4.  | Louis                                                             | 2:01 |
| 5.  | Mariavah                                                          | 3:36 |
| 6.  | Pour les Michel                                                   | 1:05 |
| 7.  | Pour qui                                                          | 2:35 |
| 8.  | Vert vert vert                                                    | 1:55 |
| 9.  | Besoin de personne                                                | 2:46 |
| 10. | Bahia                                                             | 2:10 |
| 11. | C'est le moment                                                   | 2:23 |
| 12. | Dis-lui (de revenir)                                              | 0:58 |
| 13. | Amoureuse en duo avec Fanny Ardant (2012)                         | 4:25 |
| 14. | Amoureuse (maquette 1971)                                         | 2:58 |
| 15. | Louis (maquette 1971)                                             | 1:56 |
| 16. | Pour les Michel (maquette 1971)                                   | 1:54 |
| 17. | Vert vert vert (maquette 1971)                                    | 2:00 |
| 18. | Bahia (maquette 1971)                                             | 1:39 |
| 19. | C'est le moment (maquette 1971)                                   | 2:25 |
| 20. | Dis-lui (de revenir) (maquette 1971)                              | 0:56 |
| 21. | Passé composé (maquette 1971)                                     | 1:05 |
| 22. | Tout est cassé, tout est mort (maquette 1971)                     | 2:03 |
| 23. | L'irréparable (maquette 1971)                                     | 2:23 |
| 24. | Panne de cœur (maquette 1971)                                     | 1:06 |
| 25. | Amoureuse (version anglaise, 1972)                                | 3:42 |
| 26. | I Needed Nobody (Besoin de personne, version anglaise, 1972)      | 2:46 |
| 27. | Green Green Green (Vert vert vert, version anglaise, 1972)        | 1:56 |
| 28. | Birds Of Summer (Dis-lui (de revenir) , version anglaise, 1972)   | 1:00 |
| 29. | Amoureuse (version allemande, 1973)                               | 3:42 |
| 30. | Regen am morgen (Besoin de personne, version allemande, 1973)     | 2:46 |
| 31. | Enamorada (Amoureuse, version espagnole, 1973)                    | 3:41 |
| 32. | Necessidad de nadie (Besoin de personne, version espagnole, 1973) | 2:45 |
| 33. | Diverso amore mio (Amoureuse, version italienne, 1978)            | 3:41 |

## Crédits
- Voix, piano, paroles, musique : Véronique Sanson
- Guitares : Claude Engel, Gérard Kawczynski
- Batterie : André Sitbon
- Guitare basse : Christian Padovan
- Orchestration : Michel Bernholc
- Arrangements additionnels cordes : Christian Bellest (3, 8, 10)
- Prise de son : Roger Roche
- Assistant : Didier Pitois
- Réalisation artistique : Michel Berger

Tous les enregistrements ont été faits en direct.

## Certifications
| Région                         | Certification | Ventes/Streams |
| ------------------------------ | ------------- | -------------- |
| France (SNEP)                  | 2 × Or        | 200 000*       |
| *Ventes selon la certification |               |                |